# Tướng Quân

Vị trí tại Đài Nam

Tướng Quân (tiếng Trung: 將軍區; bính âm: Jiāngjūn qū) là một khu (quận) của thành phố Đài Nam, Trung Hoa Dân Quốc (Đài Loan). Quận nằm ở ven biển và phát triển các ngành nông ngư nghiệp và có một hải cảng. Diện tích của Tướng Quân là 41,9796 km², dân số vào tháng 8 năm 2011 là 21.314 người thuộc 7.432 hộ gia đình, mật độ cư trú là 507,7 người/km².